# Estefania de Requesens i Roís de Liori
Estefania de Requesens i Roís de Liori   (Molins de Rei i Barcelona, c. 1504 - Barcelona, 25 d'abril de 1549) va ser una escriptora catalana del segle xvi, baronessa de Castellvell i de Molins de Rei.

## Biografia
Era filla de Lluís de Requesens i Joan de Soler, comte de Palamós i governador de Catalunya, i de la seva segona esposa, Hipòlita Roís de Liori i de Montcada. Formà part del cercle de seguidors d'Ignasi de Loiola durant l'estada d'aquest a Barcelona (1524-1526). Es va casar el 1526 amb Juan de Zúñiga-Avellaneda y Velasco, fill del comte de Miranda i camarlenc del rei Carles I, amb qui tingué diversos fills, entre els quals havia de destacar Lluís de Requesens i Zúñiga, futur cap militar i estadista a la cort espanyola, vencedor en la batalla de Lepant el 1571. Es varen traslladar a residir a la cort el 1534 quan el seu marit és nomenat preceptor del príncep de Girona Felip (futur Felip II), iniciant així un procés irreversible de castellanització de la família. La influència del seu marit permeté que el seu cosí, Jeroni de Requesens i Roís de Liori, aconseguís el bisbat d'Elna.
Entre 1528 i 1545 va donar a llum sis nens i quatre nenes: Hipòlita, Perico, Caterineta, Joan, Diego, Hipoliteta, Pedro, Felipe, Caterina i Pedro. Els noms es repeteixen perquè molts moren amb pocs mesos. El 1542, Estefania va assumir l'herència del seu germà Galceran de Requesens i de Cardona, comte d'Avellino i governador general de Catalunya. El 1546 restà vídua i retornà a Barcelona. Estefania va donar suport als jesuïtes, que en aquests anys van intentar reformar la Companyia de Jesús per tenir-hi un lloc femení, orientades per Isabel Rosers i altres.
Junt amb la seva mare pledejaren pel comtat de Palamós contra la seva cosina germana Elisabet de Requesens i Enríquez, filla de Galceran de Requesens i Joan de Soler, primer comte de Palamós. Tot i guanyar aquest litigi, més tard li'n feu cessió.
En morir el seu marit al juny de 1546, Estefania va tornar a Barcelona, on va morir la seua mare el 2 de setembre. Allí va residir des de llavors i fins a la seua mort, el 25 d'abril de 1549.

## Obra
És molt conegut l'epistolari mantingut amb la seva mare des de la cort entre el 1534 i el 1540. Es tracta de noranta cartes, 102 segons altres fonts, en el seu paper original, en plecs que, doblegats, feien de sobre. D'aquesta manera van mantenir la relació malgrat la distància. Escrites en català i publicades el 1942, que recullen un testimoni únic de la vida a la cort de l'emperador Carles I.

Cartes íntimes d'una dama del segle xvi. Epistolari a la seua mare de la comtessa de Palamós:
| « | «Vui ha vuit dies que rebí dos lletres de vostra senyoria: del darrer octubre i de dos d'aquest, i la darrera de mà de vostra senyoria, que fou per a mi singular i cordial, segons ab lo cuidado que jo esperava... I vostra senyoria no escriga de sa mà fins que ho puga fer sens rebre ninguna fatiga, que jo'm contentaré en veure alguns renglons, puix conec la manera de son ordenar tan bé com sa pròpia lletra. De la tos estic ab molta ànsia per ser cosa que cruix molt senyaladament a persona flaca. No sé si seria bo pendre aquells ous del dia ab oli d'ametlles dolces i sucre que vostra senyoria sol aconsellar a altres persones per a mal de pits i tos. I també, si la febre és passada, los caldos de peu de moltó, que a mi'm feren gran bé com tenia aquella tos que escopia sang. Si a vostra senyoria li par que li ha d'aprofitar, la suplique ho mane fer, puix d'ella tinc jo estes receptes i altres, de les quals me so aprofitada ací aconsellant-ho als que'm paria que n'havien menester, i així són entrats en fuga los meus caldos i potatges de malalts, que casi tots temps ne fan en ma casa. I, segons la pressa que tenia, m'és estat forçat a mostrar-ho per no tenir tantes coses en què entendre. I encara mai vague d'estes coses, i cada volta que pense que a tots serveix en açò sinó vostra senyoria, me'm par que un punyal me travessa lo cor... De vostra senyoria major servidora i més obedient filla que les mans li desitja besar com la vida.» | » |
| — Estefania de Requens, Centre Dolors Piera d'Igualtat d'Oportunitats i Promoció de les Dones. Document 6. Estefania de Requesens | |   |